# Истурено болничко одељење шкотских жена у Добравени
Истурено болничко одељење шкотских жена у Добравени било је у време извођења борбених дејстава на Солунском фронту један од истурених пунктова Болнице шкотских жена у Острову. Основано под  руководством др Лилијан Купер, на овој локацији, оно је требало да разреши слабости санитетске евакуације — неблаговремену евакуацију рањеника због велике удаљеност болнице у Острову од првих линија Солунског фронта на Кајмакчалану.

## Предуслови
Оснивање дстуреног болничког одељење шкотских жена у Добравени, одиграло се у време битке за Кајмакчалан, у којој је Болница шкотских жена у Острову, била једина болница која се бринула за рањене. У њој су санирани само најтеже случајеве и сваки кревет, у болници са којим је она располагала био је увек попуњен.  Остали рањеници су након третмана евакуисани возом у општу болницу у Солуну. Основна болница је задржала свој положај поред Островског језера, али су истурена завојишта и транспортна јединица увек биле на фронту.
Евакуација рањеника са Кајмакчалана вршена је и дању и ноћу без прекида; а време трајања евакуације износило је према записима Др. Жарка М. Рувидић, санитетског пуковника:  
- Од бојне линије до батаљонских превијалишта 40 минута до 1 сата;
- Од батаљонских до пуковских превијалишта 30 до 45 минута;
- Од пуковских превијалишта до завојишта 2 до 3 сата дању а 3 до 4 сата ноћу.
- Од завојишта десног одсека (Трећег) до евакуационе станице у Острову тешки рањеници превожени  су аутомобилима стизали су за 2 до 2,5 сата, а рањеници евакуисани мазгама прелазили су тај пут за 5 до 6 сати.[5]

У јеку битке за Кајмакчалан, и поред великог залагања Транспортне јединице Болнице шкотских жена у Македонији, руководилац болнице у Острову др Агнес Бенет увидела је слабости дуготрајне евакуација рањеника до болнице у Острову, због велике удаљеност болнице од предње линије Солунског фронта, која је касније утицала на резултате медицинског збрињавања, односно дужину лечења, рехабилитацију али и преживљавње рањеника. Ево примера колико је трајала та евакуација према.
Како се транспорт тешко повређених војника  обављао у лошим временским условима, често током метеоролошких непогода, по расквашеним планинским земљаним путевима на растојањима од 20 и више километара, евакуација је јако дуго трајала, понекад и 12 часова, јер се због напредовање српске војске често мењао утврђен план евакуације, па су понекад тешки рањеници уместо у Острово слани директно возом у Солун или Вертекоп.
Увидевши ове слабости др Бенет и остале лекарке у Болници шкотских жена у Острову, дошле су на идеју да формирају један болнички пункт ближе фронту, и тако скрате евакуациони путеви и време трајања транспорта од  фронта до најближе болнице.
Након састанка и разговор са генералом Васићем др Бенет је прво од њега, потом од доктор Треће армије и на крају и од пуковника др Сондермајера начелника санитета српске војске (који се у почетку двоумио јер није било решено повлачење особља у случају опасности) „добила њихов благослов”, да у Добравени отвори један истурен болнички пункт са 30 постеља опремљен малом и скромном операционом опремом, али са јако искусним персоналом.

## Положај пункта  и непријатељских ровова
Пункт у Добровени  налазио на надморској висини од 1.500 м, у  крајње јужном делу Македоније, на највећој висоравни у југоисточном делу Пелагоније, у долини Црне реке, која протиче непосредно северно од Добровенија, близу државне границе са Грчком, на планинини Ниџе.
Са овог места видели су се минарети у Битољу, најближем већем граду, који је југоистоћно од пункт био удаљен 35 км југоисточно. Од матичне болнице у Острову, пункт је био удаљен око 16-23 км, зависно од праваца кретања.
Непријатељ је био на раздаљини мањој од шест километара, тако да се у одљењу током збрињавања рањеника, непрестано чуло бомбардовање Добровенија и његове околине. 
Око нове године када се тутњава артиљерије са фронта чо све све гласније и др Бенет је бринула о особљу у Добравени, што је исказала и у овом свом запису:
Послала сам наређење о спаљивању шатора и друга упутства у случају да морају да се повуку, а уз то још једна амбулантна кола. Оне би могле да се повуку у двоја амбулантна кола, али без пртљага. Стрепим да ће можда понети ствари, које би им свакако сметале. Тешко је поверовати да непријатељ може да стигне преко планинског венца, који нас дели од Битољске равнице, али ко зна?

## Састав одељења
Руковођење истуреним болничким одељења на самом фронту у Добравени др Бенет, поверила је др Лилијан Купер (првој жени хирурги у Квинсленду, са дугогодишњем искуством лекара у аустралијској унутрашњости), у коју је др Бенет имала велико поверење. У екипи су биле и
- Мери Бедфорд, прекаљени возача, санитетских возила,
- Две медицинске сестре,
- Шест болничарки.[2]

Након истека једногодишњег уговора са Болницом шкотских жена, средином августа 1917. године,  др Лилијан Купер је предала хируршку дужност др Лилијан Мункастер. Др Лилијан Купер је на фронту одликована Орденом Светог Саве, који је у Аустралији чувала као посебну драгоценост.

## Организација медицинског збрињавања и евакуације
Упркос отежаним зимским условима и бројним ратним проблемима, у одељењу је:
дотадашња евакуација по сваку цену била замењена хируршком интервенцијом на првој линији фронта. Болнички пунк је добро функционисао и оправдао своје оснивање. 

## Резултати
За 18 месеци рада  истурено болничко одељење шкотских жена у Добравени, непосредно је збринуло је 152 рањеника, од којих је 144 било оперисано, а шеснаест је подлегло тешким ранама. Такође више стотина рањеника и болесника примило је прву помоћ или им је постављен први завој, пре него што би били спремни за даљу евакуацију низ планину до главне болнице у Острову.
Др Лилијан Купер је у Добравени пружила помоћ и бројним руским рањеницима, па јој је у знак захвалности, на самом Солунском фронту уручен руски царски Орден Свете Ане.

## Витети још
- Болнице шкотских жена - „Транспортна јединица”
- Болнице шкотских жена — Јединица „Америка“ у Острову